# Henri-Charles Puech
Henri-Charles Puech (* 20. Juli 1902 in Montpellier (Département Hérault); † 11. Januar 1986) war ein französischer Religionshistoriker, der sich insbesondere für die Gnostik interessierte. Er leistete wichtige Beiträge zur Erforschung des Manichäismus.
Von 1952 bis 1972 war er Professeur am Collège de France auf dem Lehrstuhl für Religionsgeschichte.
Er war unter anderem Präsident der Académie des Inscriptions et Belles-Lettres und Präsident der Fünf Akademien (Cinq Académies) (1968) und korrespondierendes Mitglied der British Academy (1970). 1956 wurde ihm von der Universität Utrecht der Ehrendoktortitel verliehen.

## Werke
- Gnostische Evangelien und verwandte Dokumente. In: Edgar Hennecke/Wilhelm Schneemelcher (Hgg.), Neutestamentliche Apokryphen in deutscher Übersetzung. I. Band: Evangelien, Tübingen 1959, 158–271.
- Le Manichéisme. Son fondateur – sa doctrine. Civilisations du Sud, Paris 1949
- Le Manichéisme. In: L’histoire des religions, Band 2, Gallimard, Paris 1972
- Manichéisme. In: Encyclopédia Universalis
- Histoire des religions. 3 Bände, Gallimard, Paris 1970 (Encyclopédie de la Pléiade)
- En quête de la gnose. Gallimard, Paris 1978
- Sur le manichéisme et autres essais. Flammarion, Paris 1979